# Juro Tkalčić
Juro Tkalčić (Zagreb, 13. veljače 1877. – Zagreb, 15. prosinca 1957.), hrvatski violončelist i skladatelj

## Životopis
Studij violončela završio je u Zagrebu, koji napušta 1895. i uzdržava se svirajući u raznim orkestrima i komornim sastavima te nastupajući u brojnim europskim zemljama. Od 1900. godine živio je u Parizu, gdje je postigao ugled vrsnoga komornoga glazbenika. Godine 1920. postao je profesor na zagrebačkom Konzervatoriju. Ostavio je i skladateljski opus kasnoromantičnih i salonskih oznaka, osobito u manjim skladbama, često u blizini hrvatskih folklornih idioma.

## Djela
- "Tužna roža"
- "Gudački kvintet"
- "Glasovirski kvartet"
- "Koncert za violončelo i orkestar u a-molu"